# Dzmitryj Verchaŭcoŭ
Dzmitryj Mikalaevič Verchaŭcoŭ (in bielorusso Дзмітрый Мікалаевіч Верхаўцоў?; Mahilëŭ, 10 ottobre 1986) è un allenatore di calcio ed ex calciatore bielorusso, di ruolo difensore.

## Carriera

### Club
Durante la sua carriera ha giocato nel Naftan, con cui ha vinto una Coppa di Bielorussia e nel Kryl'ja Sovetov.

## Palmarès
- Coppa di Bielorussia: 1

Naftan: 2008-2009